# St Paul Malmesbury Without
 (septembre 2023).
St Paul Malmesbury Without est une paroisse civile du Wiltshire, en Angleterre.